# Genética psiquiátrica
A genética psiquiátrica é um subcampo da neurogenética comportamental e da genética comportamental que estuda o papel da genética no desenvolvimento de transtornos mentais (como alcoolismo, esquizofrenia, transtorno bipolar e autismo). O princípio básico por trás da genética psiquiátrica é que os polimorfismos genéticos (conforme indicado pela ligação a, por exemplo, um polimorfismo de nucleotídeo único) são parte da causa dos transtornos psiquiátricos.
Genética psiquiátrica é um nome um tanto novo para a velha pergunta: "As condições e desvios comportamentais e psicológicos são herdados?". O objetivo da genética psiquiátrica é entender melhor as causas dos transtornos psiquiátricos, usar esse conhecimento para melhorar os métodos de tratamento e, possivelmente, também desenvolver tratamentos personalizados com base em perfis genéticos (ver farmacogenômica). Em outras palavras, o objetivo é transformar partes da psiquiatria em uma disciplina baseada na neurociência.
Avanços recentes em biologia molecular permitiram a identificação de centenas de variações genéticas comuns e raras que contribuem para transtornos psiquiátricos.

## História
A pesquisa em genética psiquiátrica começou no final do século XIX com Francis Galton que foi motivado pelo trabalho de Charles Darwin e seu conceito de dessegregação. Esses métodos de estudo melhoraram posteriormente devido ao desenvolvimento de ferramentas de pesquisa clínica, epidemiológica e biométrica mais avançadas. Melhores ferramentas de pesquisa foram precursoras da capacidade de realizar estudos válidos de família, gêmeos e adoção. Os pesquisadores aprenderam que os genes influenciam a forma como esses distúrbios se manifestam e que tendem a se agregar nas famílias.

## Heritabilidade e genética
A maioria dos transtornos psiquiátricos é altamente hereditária; a herdabilidade estimada para transtorno bipolar, esquizofrenia e autismo (80% ou mais) é muito maior do que para doenças como câncer de mama e doença de Parkinson.  Ter um parente próximo afetado por uma doença mental é o maior fator de risco conhecido até o momento. No entanto, a análise de ligação e os estudos de associação do genoma encontraram poucos fatores de risco reproduzíveis.

## Metodologia
Estudos de ligação, associação e microarray geram matéria-prima para descobertas em genética psiquiátrica. Variantes do número de cópias também foram associadas a condições psiquiátricas.

## Teste genético preditivo
Uma esperança para testes genéticos futuros é a capacidade de testar doenças pré-sintomáticas ou pré-natais. Essas informações têm o potencial de melhorar a vida das pessoas afetadas por certas doenças, especificamente aquelas como a esquizofrenia. Se for possível identificar a esquizofrenia antes que os sintomas se desenvolvam, intervenções proativas podem ser desenvolvidas, ou mesmo tratamentos preventivos. Em um estudo, 100% dos pacientes com transtorno bipolar indicaram que provavelmente fariam um teste genético para determinar se carregavam um gene associado ao transtorno, se tal teste existisse.

## Problemas éticos
Francis Galton estudou propriedades mentais e comportamentais desejáveis e indesejáveis para examinar melhor o mundo da genética. Sua pesquisa levou à sua proposta de um programa eugênico de controle de natalidade. Seu objetivo era diminuir a frequência das características menos desejáveis que ocorriam em toda a população. Suas ideias foram perseguidas por psiquiatras em muitos países, como Estados Unidos, Alemanha e na Escandinávia.